# 阿尔卢诺
阿尔卢诺（義大利語：Arluno），是意大利米兰省的一个市镇。总面积12.35平方公里，人口11444人，人口密度926.6人/平方公里（2009年）。国家统计（ISTAT）代码为015010。

## 友好城市
- 阿根廷聖胡斯托 2007年